# Serrat de Castellarnau
El Serrat de Castellarnau és una serra situada al municipi de Farrera a la comarca del Pallars Sobirà, amb una elevació màxima de 147 metres.